# Шнайдер, Роланд
Ро́ланд Шна́йдер (нем. Roland Schneider) — швейцарский кёрлингист.
В составе мужской сборной Швейцарии участник двух чемпионатов мира (чемпионы в 1975) и чемпионата Европы 1975 (заняли пятое место). Двукратный чемпион Швейцарии среди мужчин.
Играл в основном на позиции третьего.

## Достижения
- Чемпионат мира по кёрлингу среди мужчин: золото (1975).
- Чемпионат Швейцарии по кёрлингу среди мужчин: золото (1975, 1978).

## Команды
| Сезон   | Четвёртый      | Третий         | Второй          | Первый       | Турниры                      |
| ------- | -------------- | -------------- | --------------- | ------------ | ---------------------------- |
| 1974—75 | Отто Даниели   | Роланд Шнайдер | Рольф Гаучи     | Ули Мюлли    | ЧШМ 1975 · ЧМ 1975           |
| 1975—76 | Роланд Шнайдер | Michael Müller | Denis Schneider | Рольф Гаучи  | ECC 1975 (5 место)           |
| 1977—78 | Фред Кольо     | Роланд Шнайдер | Рене Кольо      | Курт Шнайдер | ЧШМ 1978 · ЧМ 1978 (7 место) |

(скипы выделены полужирным шрифтом)